# Hydroxid draselný
Hydroxid draselný (KOH) je také známý jako louh draselný či draselný hydrát. Je to silně zásaditá sloučenina podobně jako hydroxid sodný, hydroxid lithný nebo hydroxid vápenatý.

## Vlastnosti
Hydroxid draselný je bílá krystalická látka, silně hygroskopická, velmi dobře rozpustná ve vodě a nižších alkoholech (např. methanol, ethanol, butanol). Je rozpustný také v ostatních polárních rozpouštědlech. Rozpouštění ve vodě je silně exotermní reakce, při níž se teplota roztoku může zvýšit i o více než 100 °C. Koncentrovaný vodný roztok se nazývá draselný louh a je silně zásaditý. Hydroxid draselný vytváří pevné hydráty a sice monohydrát KOH·H2O, dihydrát KOH·2H2O a tetrahydrát KOH·4H2O, který je používán jako velmi silné sušidlo pro chemickou syntézu. Protože je KOH silná zásada, má silně korozivní účinky na velké množství organických látek včetně živých tkání.

## Výroba
Hydroxid draselný byl dříve vyráběn starou metodou vaření roztoku uhličitanu draselného s hydroxidem vápenatým (hašeným vápnem). Reakce probíhá podle následující rovnice:
{\displaystyle {\mathsf {Ca(OH)_{2}\,(s),(aq)+K_{2}CO_{3}\,(aq)\ \to \ CaCO_{3}\,(s)+2\,KOH\,(aq)}}}
sražený uhličitan vápenatý je poté odfiltrován a následný hydroxid draselný vyvařen z roztoku. Tento způsob, užívající K2CO3 (potaš, extrahovaný z dřevěného popele) a hašené vápno, byl znám pravděpodobně již v antických dobách a byl velmi důležitou metodou výroby hydroxidu draselného až do konce 19. století. Poté byl do převážné míry nahrazen moderní metodou elektrolýzy roztoku chloridu draselného:
{\displaystyle {\mathsf {2\,K^{+}\,(aq)+2\,H_{2}O\,(l)+2\,e^{-}\ \to \ H_{2}\,(g)+2\,KOH\,(aq)}}}
současně probíhá anodová oxidace chloru:
{\displaystyle {\mathsf {2\,Cl^{-}\,(aq)-2\,e^{-}\ \to \ Cl_{2}\,(g)}}}
při níž jako vedlejší produkt vzniká chlór.

## Použití
Je to důležitá chemikálie pro průmysl, používaná k výrobě řady průmyslového zboží a produktů; např. se používá při výrobě čokolády a kakaa, slazených nápojů a při barvení textilu. Roztok hydroxidu draselného se používá jako elektrolyt do různých druhů baterií – galvanických článků. Jeho korozivní vlastnosti jsou někdy používány při čištění a dezinfekci odolných vrstev na materiálech. Texturace povrchu fotovoltaických článků (monokrystalický (1,0,0) Si) leptáním v KOH snižuje odrazivost povrchu – zvýšení účinnosti.